# Ruder-Europameisterschaften 2018 – Leichtgewichts-Doppelvierer (Männer)

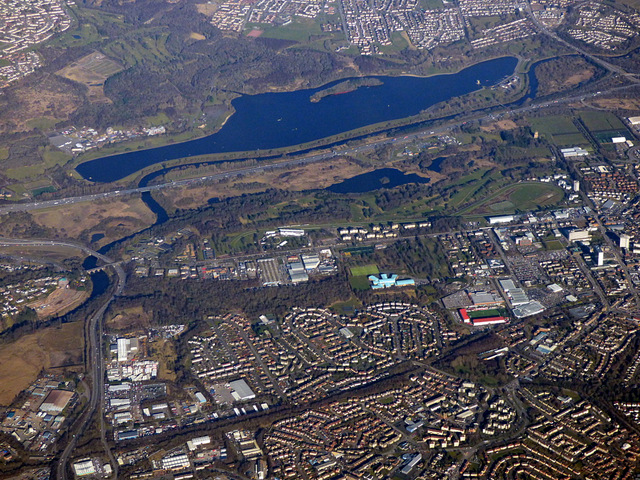
Luftbild der Regattastrecke Strathclyde Loch

Im Rahmen der Ruder-Europameisterschaften 2018 wurde am 3. und 4. August 2018 der Wettbewerb im Leichtgewichts-Doppelvierer der Männer auf der Regattastrecke Strathclyde Loch ausgetragen. Es nahmen insgesamt sechs Mannschaften teil und der Wettbewerb bestand aus einem Bahnrennen und einem Finale.

## Mannschaften
| Nation      | Ruderer                                                            |
| ----------- | ------------------------------------------------------------------ |
| Italien     | Catello Amarante Paolo Di Girolamo Andrea Micheletti Matteo Mulas  |
| Tschechien  | Jiří Kopáč Jan Vetešník Milan Viktora Jan Cincibuch                |
| Niederlande | Jorke Kooijenga Koen van Brussel Bart Lukkes Ward van Zeijl        |
| Russland    | Alexandr Tufanyuk Maxim Telizyn Nikita Bolosin Aleksandr Bogdashin |
| Ungarn      | Péter Csiszár Fiala Balázs Tamás Bence David Forrai                |
| Norwegen    | Didrik Wie-Soltvedt Oskar Sødal Jens Holm Lars Benske              |

## Wettbewerb
Mit sechs Teilnehmern war keine Qualifikation für das Finale notwendig. Die beiden bestplatzierten Mannschaften aus dem ersten Rennen erhielten die mittleren Bahnen für das Finale. Die letzten beiden Mannschaften starteten im Finale von den äußersten Bahnen.

### Bahnrennen
Das Bahnrennen fand am 3. August statt. Die italienische Mannschaft wurde auf dem letzten Platz gewertet, weil das Boot unter dem erforderlichen Mindestgewicht lag.
| Platz | Namen                                     | Nation      | Zeit (min) |
| ----- | ----------------------------------------- | ----------- | ---------- |
| 1     | Kooijenga, van Brussel, Lukkes, van Zeijl | Niederlande | 6:06,67    |
| 2     | Wie-Soltvedt, Sødal, Holm, Benske         | Norwegen    | 6:07,86    |
| 3     | Kopáč, Kopáč, Viktora, Cincibuch          | Tschechien  | 6:07,90    |
| 4     | Tufanyuk, Telizyn, Bolosin, Bogdashin     | Russland    | 6:09,36    |
| 5     | Csiszár, Balázs, Bence, Forrai            | Ungarn      | 6:09,59    |
| 6     | Amarante, Di Girolamo, Micheletti, Mulas  | Italien     | 6:00,82    |

### Finale
Der Finallauf wurde am 4. August durchgeführt.
| Platz | Name                                      | Nation      | Zeit (min)  | Zeit (min)  | Zeit (min)  | Zeit (min) |
| Platz | Name                                      | Nation      | 0500 m      | 1000 m      | 1500 m      | 2000 m     |
| ----- | ----------------------------------------- | ----------- | ----------- | ----------- | ----------- | ---------- |
| 1     | Amarante, Di Girolamo, Micheletti, Mulas  | Italien     | 1:27,93 (1) | 2:59,18 (1) | 4:31,67 (1) | 6:01,01    |
| 2     | Kopáč, Kopáč, Viktora, Cincibuch          | Tschechien  | 1:30,18 (3) | 3:03,44 (3) | 4:37,38 (2) | 6:09,13    |
| 3     | Kooijenga, van Brussel, Lukkes, van Zeijl | Niederlande | 1:29,95 (2) | 3:04,18 (4) | 4:39,28 (4) | 6:10,54    |
| 4     | Tufanyuk, Telizyn, Bolosin, Bogdashin     | Russland    | 1:30,33 (4) | 3:03,35 (2) | 4:39,23 (3) | 6:10,93    |
| 5     | Csiszár, Balázs, Bence, Forrai            | Ungarn      | 1:32,13 (6) | 3:06,09 (5) | 4:40,66 (5) | 6:11,16    |
| 6     | Wie-Soltvedt, Sødal, Holm, Benske         | Norwegen    | 1:31,52 (5) | 3:06,34 (6) | 4:41,54 (6) | 6:13,44    |